# Богомазов Олександр Костянтинович

Олександр Богомазов, 1898

Олекса́ндр Костянти́нович Богома́зов (14 березня (26 березня) 1880, с. Янків Ріг, Харківська губернія, Російська імперія (нині с. Іванівка, Охтирський район, Сумська область) — 3 червня 1930, Київ, Українська РСР, СРСР) — український графік, живописець, педагог, теоретик мистецтва.
Був чільним представником українського й світового авангарду.
Пройшов у своїй творчості декілька творчих періодів. Найвідоміші — кубофутуризм (1913–1917) та спектралізм (1920–1930).
Практично одразу після смерті його ім'я та творчий доробок викреслили з історії радянської епохи. Лише у середині 1960-х під час «відлиги» його ім'я та творчість були перевідкриті групою молодих київських мистецтвознавців (Дмитро Горбачов, Леонід Череватенко та інші).

## Життєпис
Народився в сім'ї бухгалтера. Згідно з метричним записом батьками були:
Временно проживающій при Янковскомъ сахарномъ заводѣ, города Суджи купеческій братъ Константинъ Ѳедоровъ сынъ Богомазовъ, и законная жена его Анисія Яковлева дочь. Оба православного вѣроисповѣданія.
Рано залишився без матері, яка покинула чоловіка й одружилася вдруге.
Навчався в гімназії, потім, за наполяганням батька, — у Херсонському земському сільськогосподарському училищі, де здобув фах агронома. Заохочуваний рідним дядьком, ходив із ним на етюди. Готувався вступати до Петербурзької академії мистецтв, але наважився 1902 року записатися до Київського художнього училища, де познайомився з Олександрою Екстер та Олександром Архипенком. Навчався в Олександра Мурашка та Івана Селезньова, відвідував приватні студії в Москві. У 1905 році був виключений через участь в страйках під час подій в Києві (Першої російської революції).
Жив і працював у Києві. В 1905 році стає членом соціал-демократичної партії. Також працює в журналі «Шершень». В 1908 році їде до Криму, де живе з друзями (Грищенком та Денисовим) в Алупці. Там же починає змінюватись стиль його роботи з аквареллю, що пізніше можна буде простежити в його роботах.
Після поїздки була невдала спроба вступу до Московського училища. Тому художник обирає навчання у двох приватних студіях (Ф. Рерберга та К. Юона [Архівовано 10 квітня 2021 у Wayback Machine.]), де в його стиль та палітру приходить особливий синій тон.
Улітку 1911 року Олександр Богомазов як кореспондент газети «Киевская мысль» здійснив подорож до Фінляндії, результатом якої став «Фінський цикл» картин художника.

Із дружиною Вандою та донькою Ярославою, 1924

1913 року одружився із київською художницею Вандою Монастирською, яка була музою і життя і творчості митця. Саме їй присвятив він свій, написаний у Боярці, новаторський трактат «Живопис та елементи» (1913—1914).
У 1914 році написав трактат «Живопис та Елементи», у якому розглянув взаємодію Об'єкта, Митця, Картини та Глядача, а також теоретично обґрунтував пошуки художнього авангарду. Вона була написана після поїздки у Фінляндію в 1911 році та була присвячена його дружині. Також разом з Олександрою Екстер організував у Києві мистецьке об'єднання «Кільце».
В 1915 році був переїзд на Кавказ, яка була для художника розчаруванням через відсутність грошей та малу кількість соціальних інтеракцій, але насичена натхненням для картин. З 1917 року займається педагогічною діяльністю. У добу українських національно-визвольних змагань 1917—1921 років брав участь у мистецькому конкурсі Експедиції заготовок державних паперів.
1919 — співробітник Всеукраїнського відділу мистецтва Народного комісаріату освіти УРСР, керував оформленням революційних свят у Києві.
1922—1930 — професор Київського художнього інституту (нині Національна академія образотворчого мистецтва і архітектури). Серед учнів — Петро Сабадиш.
Помер 3 червня 1930 року. Похований в Києві на Лук'янівському цвинтарі (ділянка № 1, ряд 10, місце 6), встановлено гранітний пам'ятник.

## Творчість
Був одним із чільних представників світового авангарду. Увійшов до історії українського мистецтва як один із фундаторів національного кубофутуризму.
1918 року брав участь у виготовленні ескізів українських грошових знаків.
Автор теорії «якісних ритмів».

### Твори
- «Базар» (1914)
- «Львівська вулиця в Києві» (1914)
- «Тюрма» (1914)
- «Пляшки» (1915)
- «Паровоз» (1916)
- «Спогади про Кавказ» (1916)
- «Пилярі» (1927)
- «Київський пейзаж» (1928)
- «Праця малярів» (1929)

### Теоретичні праці
«Живопис та елементи» (1914).
Олександр Богомазов був не тільки митцем-новатором, але й теоретиком нового мистецтва. У 1913–1914 роках він написав теоретичний трактат «Живопис та елементи» в якому розглянув:
- Взаємодію та ролі Об'єкта, Митця, Картини та Глядача в художньому творі.
- Взаємодію структурних елементів картини у сприйнятті глядачем — точок, ліній, базових геометричних фігур, кольорів, ритмів тощо.

«Мистецтво — нескінченний ритм, митець — його чутливий резонатор», — казав Олександр Богомазов своїм студентам у Київському Художньому Інституті, професором якого він був у 1922–1930 рр. Свій викладацький досвід Олександр Богомазов використав для написання своєрідного педагогічного подовження свого трактату у 1928 р.

## Вшанування пам'яті

Меморіальна дошка на будинку біля Художнього інституту у Києві, де жив Олександр Богомазов

Довгий час місцем народження художника вважалось смт Ямпіль. На початку 2020 року сумські ентузіасти Олександр Десятниченко та Костянтин Аленінський знайшли метрику художника, де було вказано, що він народився у с. Янків Ріг (зараз с. Іванівка Охтирського району на Сумщині).
В Боярці існує вулиця Олександра Богомазова.
В серпні 2018 року ім'ям Богомазова названо вулицю на території колишнього заводу ЗІЛ у Москві поруч з вулицями інших художників та архітекторів.
У 2019 році Калинову вулицю в Солом'янському районі міста Києва (мікрорайон Жуляни) перейменовано на вулицю Олександра Богомазова.
2022 року ім’ям Олександра Богомазова названо колишню вул. Пугачова в Сумах.

## Фільми про О.Богомазова
- «Знак божої іскри». Реж. Ігор Недужко. Національна кінематека України. Київнаукфільм. 2001
- В.Соколовський. Д.Горбачов. Український кубофутуризм і О. Богомазов. Серія «Мистецтво світу — внесок України». «Автор — Студія». 2005

## Галерея

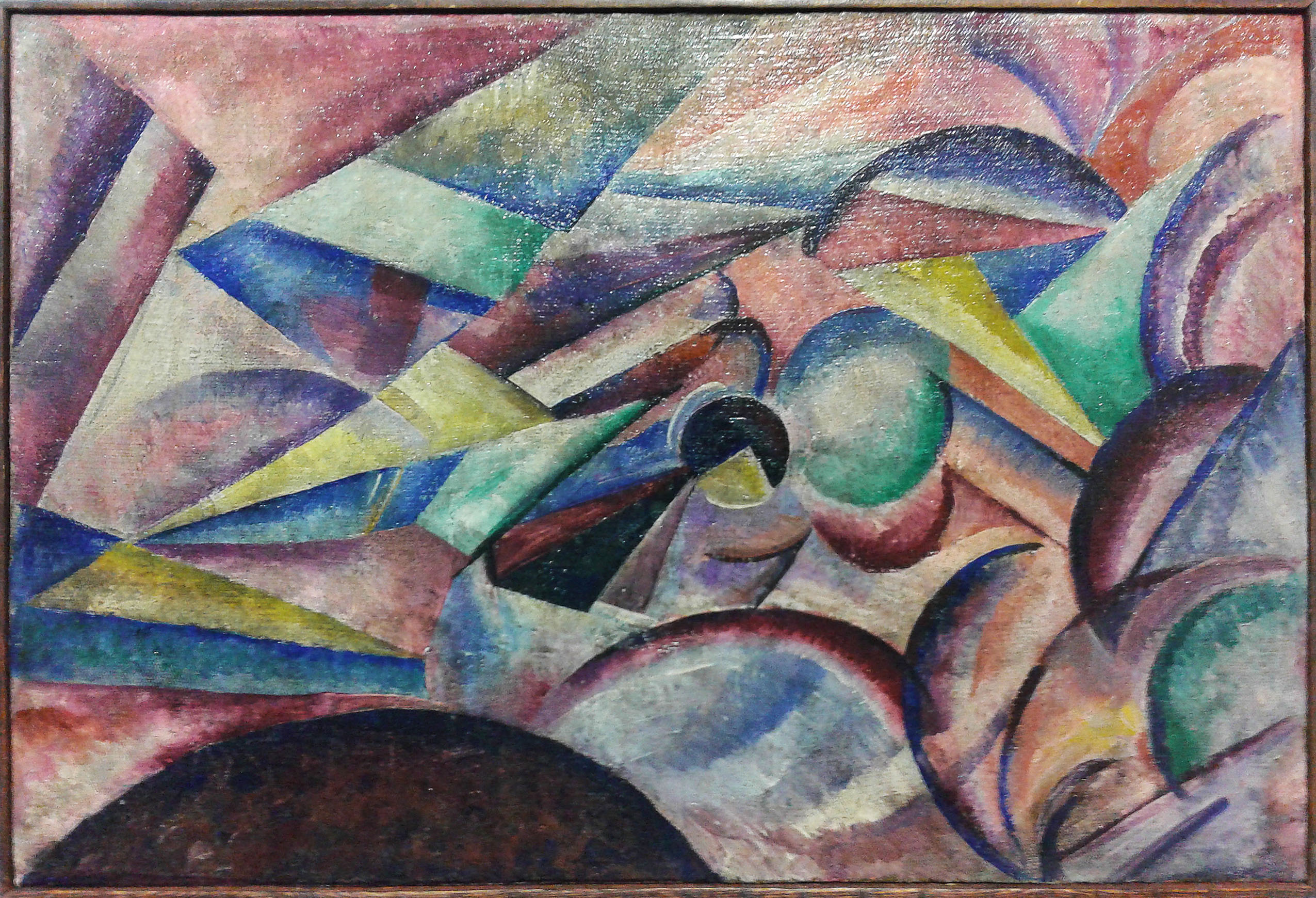
«Космос», 1910-ті. Колекція І.Диченка
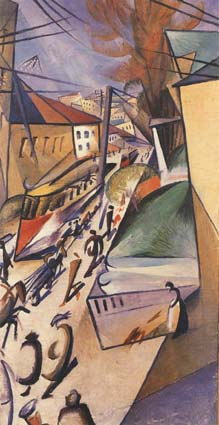
Трамвай. 1914
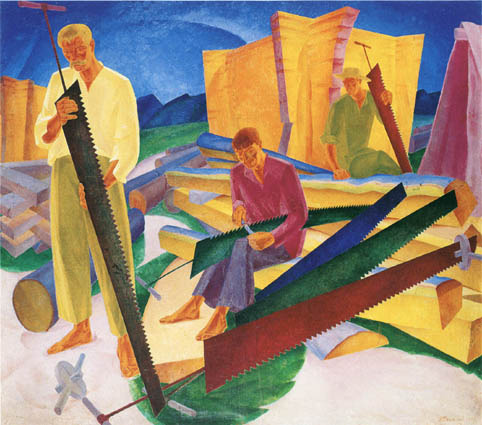
Пилярі. 1927
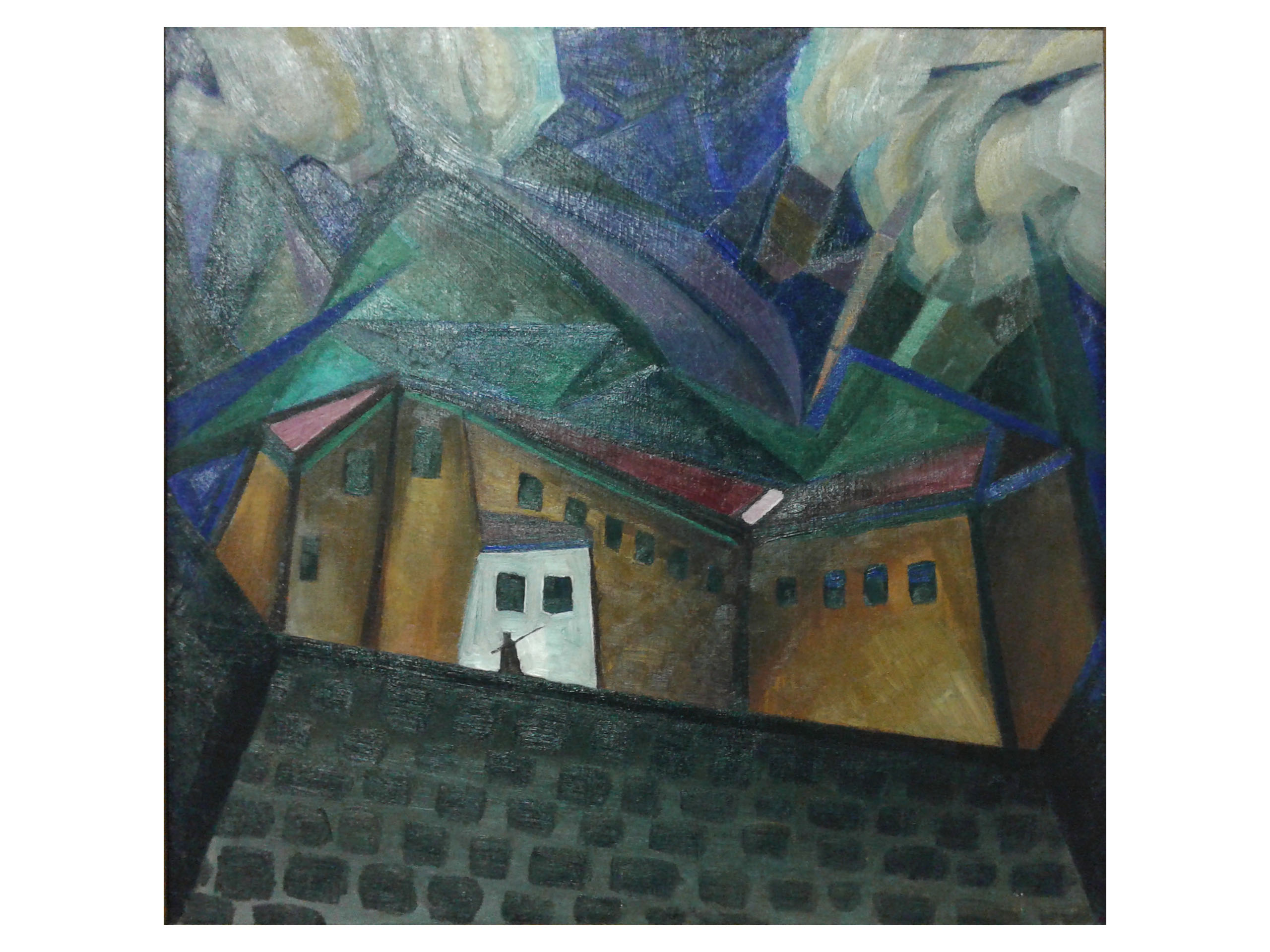
В'язниця, 1914
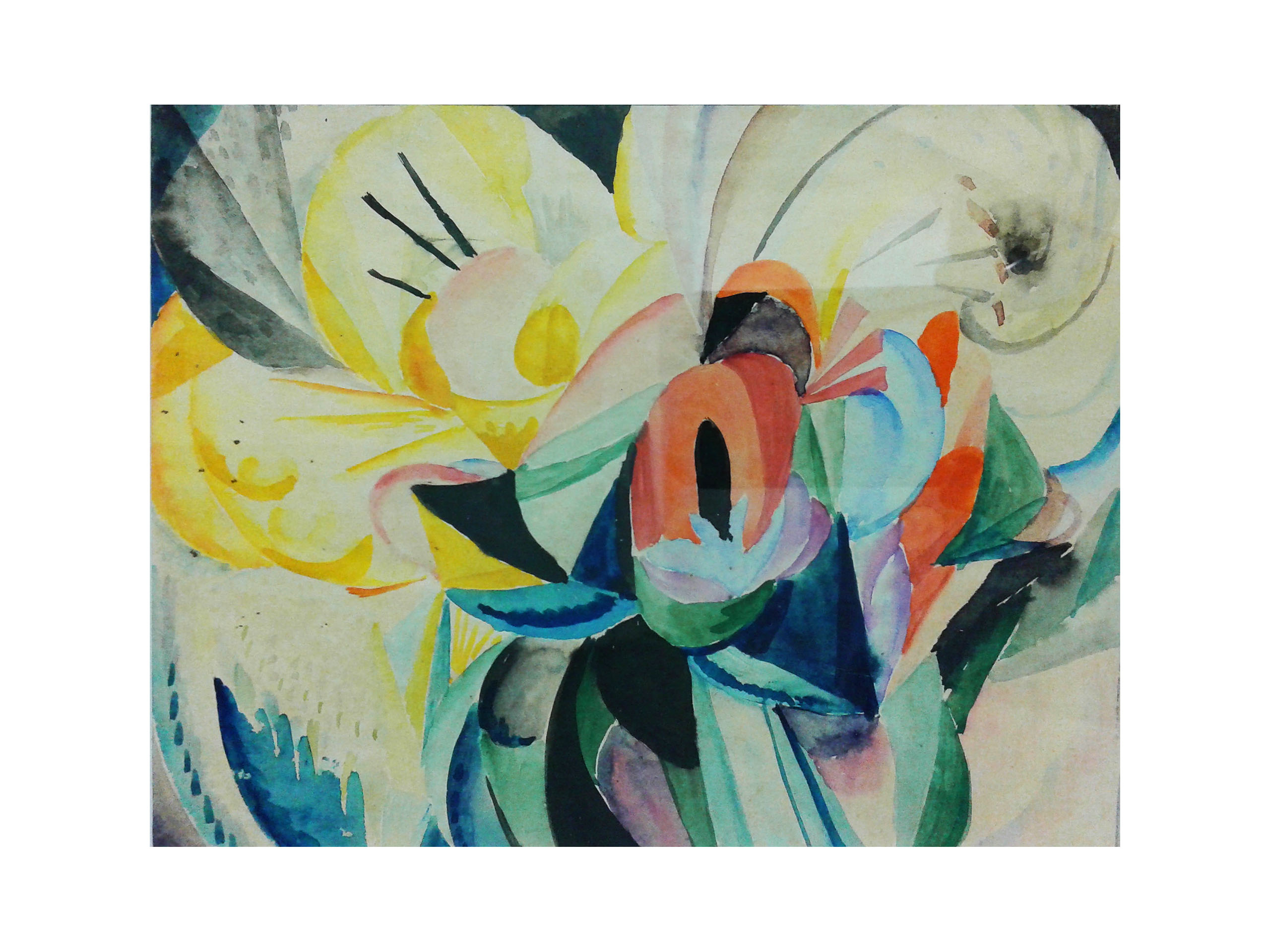
Композиція, 1915
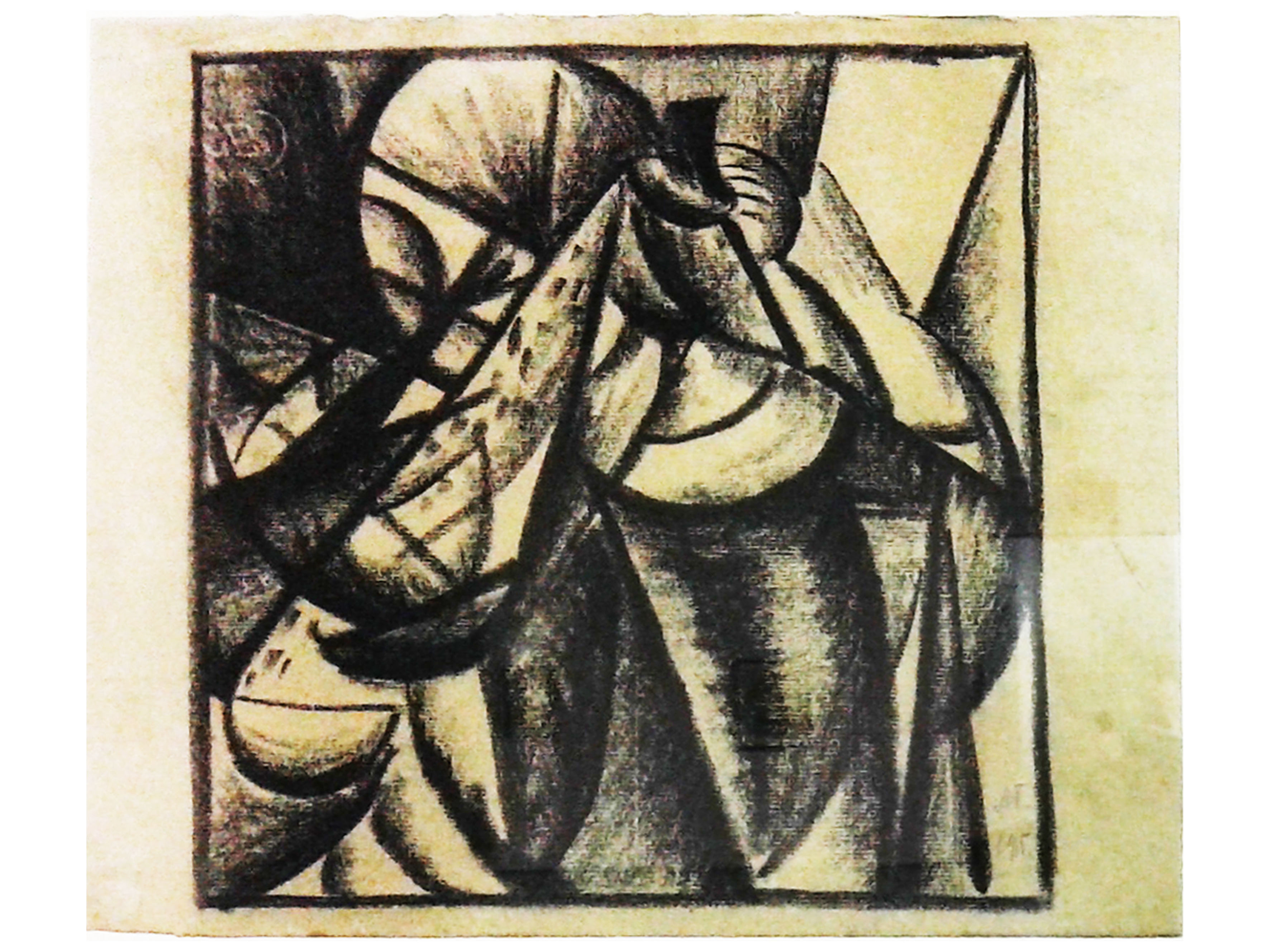
Портрет жінки, 1915
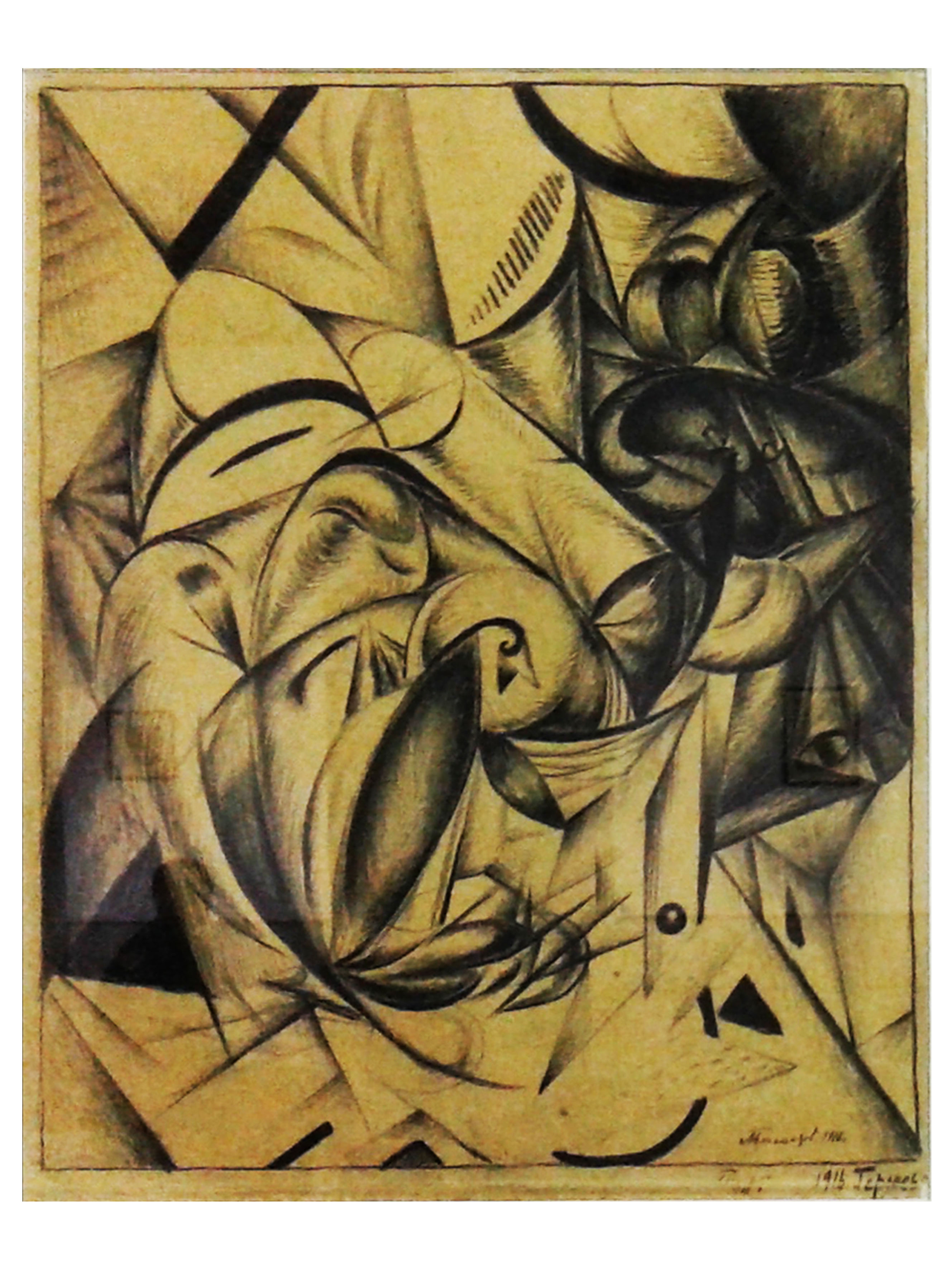
Портрет, 1916
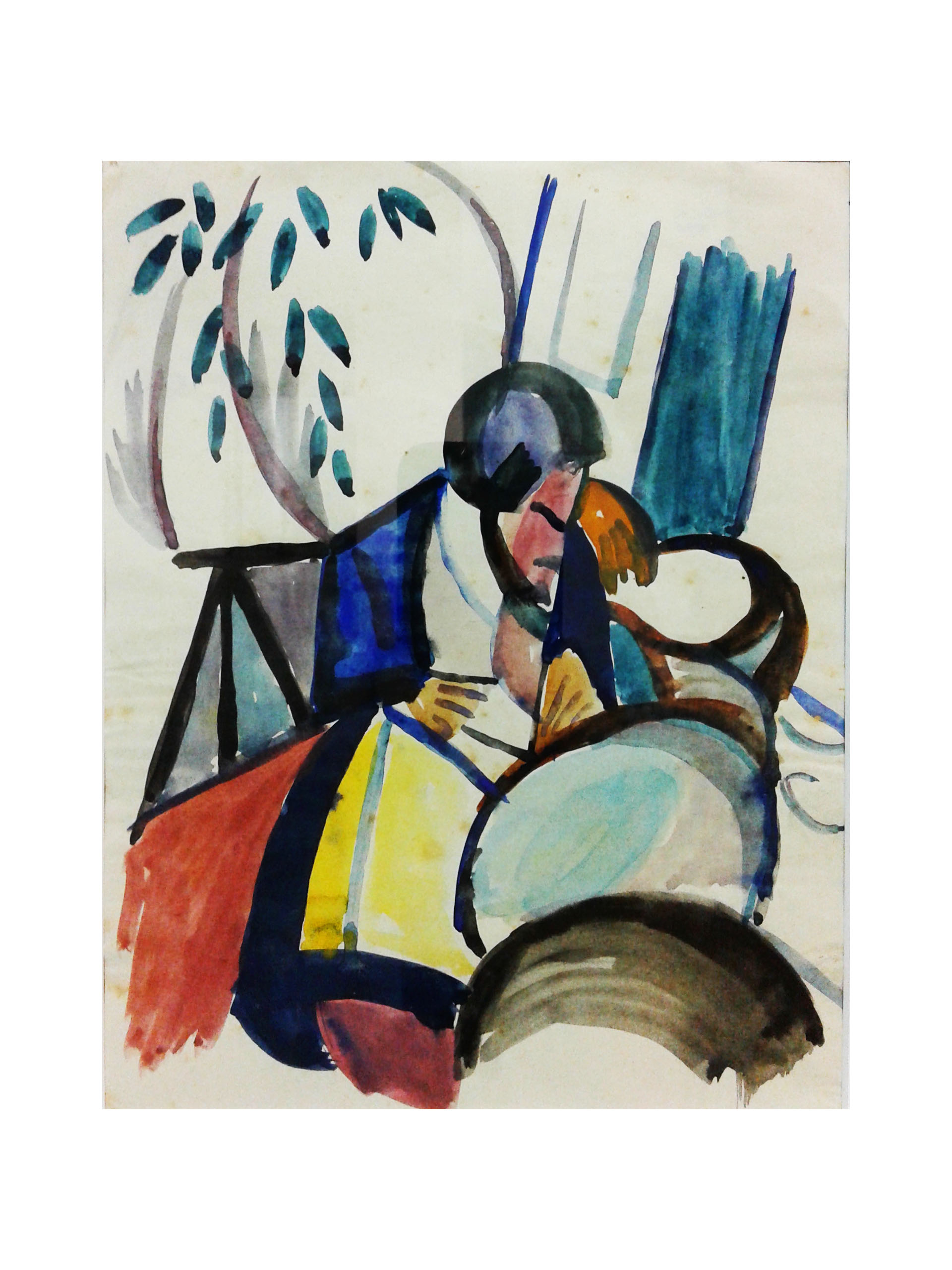
Портрет, 1913
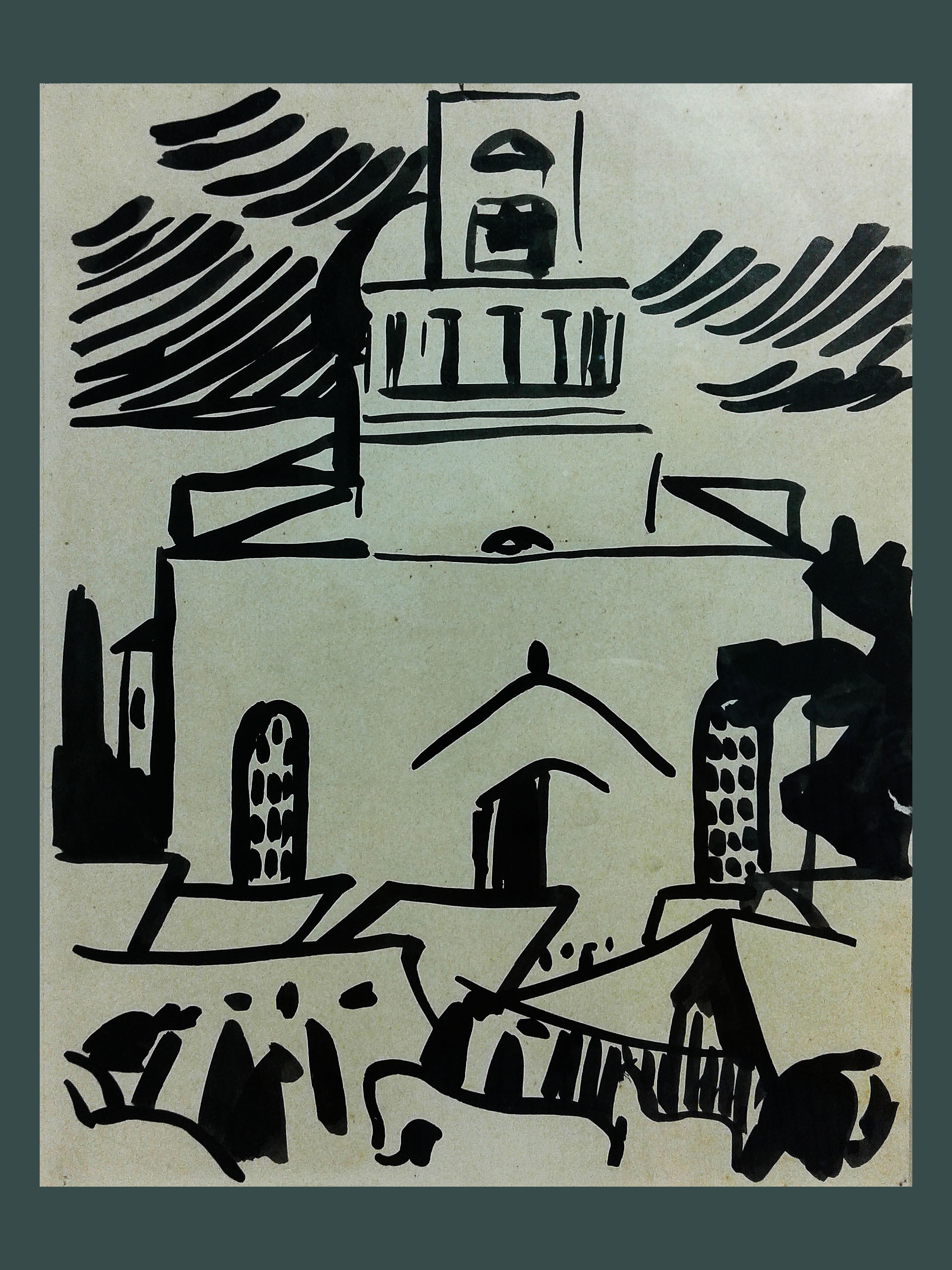
«Київський пейзаж», 1910-ті.
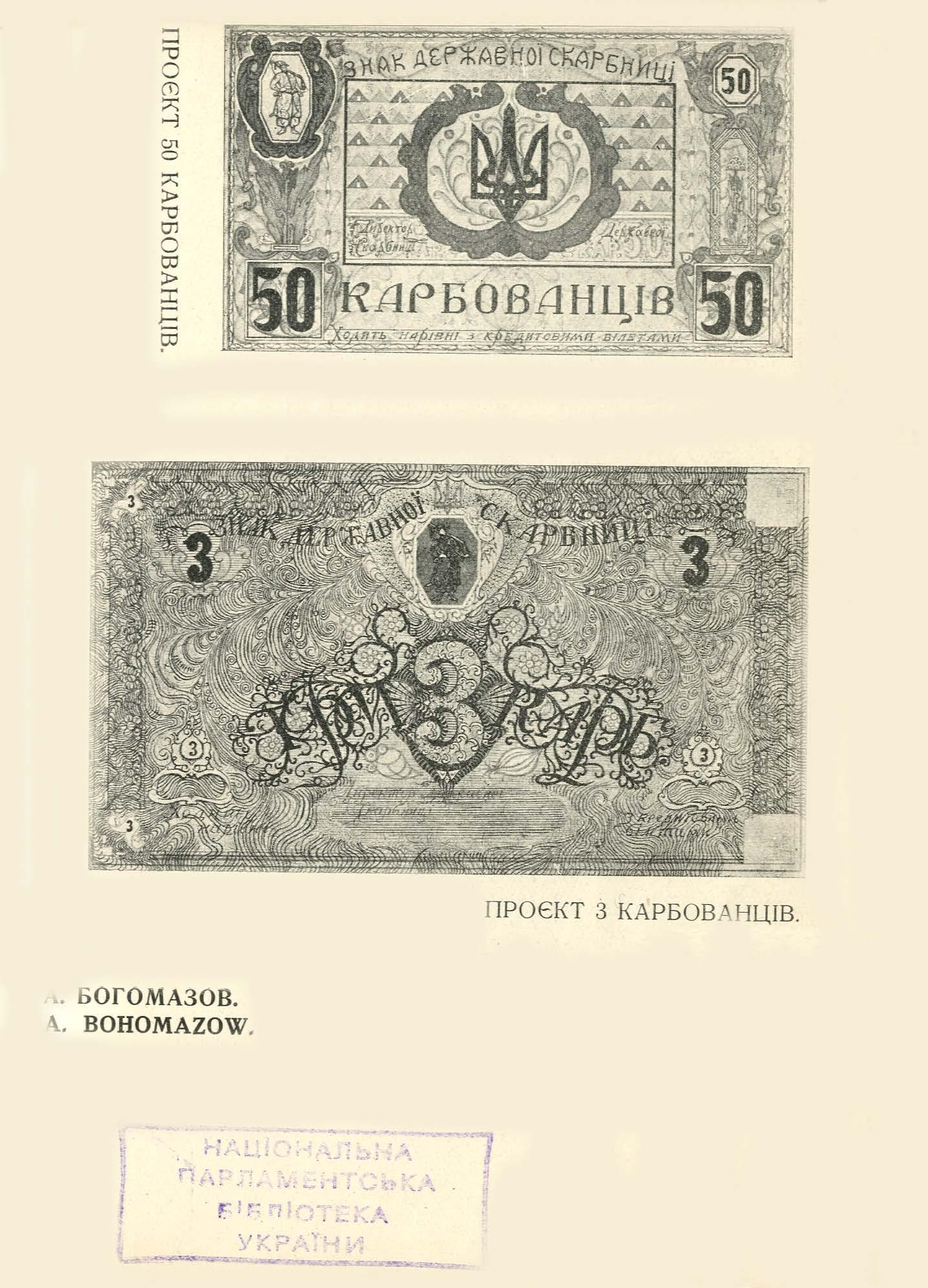
Проєкт 50 та 3 карбованців для Експедиції заготовок державних паперів